# Гальдос, Франсиско
Франсиско Гальдос Ибаньес де Гауна (исп. Francisco Galdós Ibáñez de Gauna; род. 6 мая 1947 года, Ласарте, Витория, Испания) — испанский профессиональный шоссейный велогонщик. Один из сильнейших испанских гонщиков 1970-х годов, известный своими выступлениями в Гранд-турах.

## Карьера
Гальдос начал профессиональную карьеру в 1969 году в команде KAS. Уже в 1968 году, ещё будучи любителем, он обратил на себя внимание, выиграв Вуэльта Кантабрии.

### Выступления в Гранд-турах
За свою карьеру Гальдос 11 раз стартовал на Тур де Франсе, 6 раз на Джиро д’Италии и 4 раза на Вуэльте Испании. Он 12 раз попадал в топ-10 общего зачёта Гранд-туров:
- 5 раз на Тур де Франсе
- 4 раза на Джиро д’Италии
- 3 раза на Вуэльте Испании

### 1975 год — пик карьеры
Наивысшим достижением Гальдоса стало 2-е место на Джиро д’Италии 1975 года, где он также выиграл королевский этап с финишем на перевале Стельвио. В том же году он одержал победу в генеральной классификации Тур Романдии.
Другие значимые результаты:
- 3-е место на Вуэльте Испании 1972
- 4-е место на Джиро д’Италия 1972
- 5-е место на Тур де Франс 1974

## Стиль езды
Гальдос был универсальным гонщиком с хорошими горными качествами, выносливостью и неплохими показателями в разделках. Эти характеристики делали его идеальным кандидатом для многодневных гонок.

## Завершение карьеры
В 1980 году Гальдос перешёл в команду Kelme после расформирования KAS. В своём последнем сезоне он занял 8-е место на Вуэльте Испании, но был вынужден сойти с Тур де Франса после падения на 5-м этапе.

## Достижения

### Гранд-туры
- Джиро д’Италия
  - 2-е место в общем зачёте (1975)
  - Победа на этапе (1975)
  - Горная майка (1975, разделил с Андресом Оливой)
- Вуэльта Испании
  - 3-е место в общем зачёте (1972)

### Другие гонки
- Тур Романдии — общий зачёт (1975)
- 18 побед в гонках UCI[6]